# Дмитриевское (Калужская область)
Дмитриевское — деревня в Малоярославецком муниципальном районе Калужской области. Входит в сельское поселение «Деревня Захарово». 

## География
Находится у истока реки Суходрев. 

## История
В деревне сохранилась церковь Дмитрия Солунского и кладбище.

## Население
| 2002 | 2010 |
| ---- | ---- |
| 5    | →5   |